# Crossodactylodes itambe
Espèce
Crossodactylodes itambe est une espèce d'amphibiens de la famille des Leptodactylidae.

## Répartition
Cette espèce est endémique de l'État du Minas Gerais au Brésil. Elle se rencontre dans le parc d'État du pic Itambé.

## Étymologie
Son nom d'espèce lui a été donné en référence à son lieu de découverte, le parc d'État du pic Itambé.

## Publication originale
- Barata, Santos, Leite & Garcia, 2013 : A new species of Crossodactylodes (Anura: Leptodactylidae) from Minas Gerais, Brazil: first record of genus within the Espinhaço Mountain Range. Zootaxa, no 3731, p. 552–560.